# Rhopalophora rubecula
Rhopalophora rubecula är en skalbaggsart som beskrevs av Bates 1880. Rhopalophora rubecula ingår i släktet Rhopalophora och familjen långhorningar.
Artens utbredningsområde är:
- Costa Rica.
- Guatemala.
- Nicaragua.

Inga underarter finns listade i Catalogue of Life.